# Cattedrale di San Bartolomeo (Messumba)
La cattedrale di San Bartolomeo (in inglese: cathedral church of St. Bartholomew) si trova a Messumba, in Mozambico ed è la cattedrale anglicana della diocesi di Niassa.

## Storia
Nel 1862 dei missionari della Chiesa d'Inghilterra partirono verso il Mozambico. Nel 1882 alcuni di loro fondarono una missione presso Likoma, nel Lago Malawi, a circa 48 chilometri da Messumba.
Nel 1918 fu istituita una missione a Messumba, come succursale della sede di Likoma, e vi iniziarono i lavori per la realizzazione di una cattedrale. Nel 1958 tutte le chiese anglicane presenti in Mozambico furono trasferire sotto la giurisdizione della diocesi di Lebombo, con sede nell'odierna Maputo, congelando lo sviluppo di Messumba e della sua cattedrale. La chiesa d'Inghilterra era sospettata dai colonizzatori portoghesi di fornire aiuto a potenze straniere e fu in questa fase molto ostacolata.
Solo intorno al 1995 gli edifici presenti a Massumba vennero ricostruiti e fu ristabilita la diocesi di Niassa. In particolare i lavori per la riedificazione della cattedrale di San Bartolomeo hanno avuto inizio nel 2007.